# Стенел (Акторов син)
Стенел је у грчкој митологији био Акторов син.

## Митологија
Био је Хераклов пратилац у походу на Амазонке. Међутим, у тој борби је рањен стрелом и умро је на повратку у отаџбину у Пафлагонији. Другови су га сахранили на обали Црног мора. Касније, када су туда пролазили Аргонаути, Персефона је дозволила његовој сени да се појави испред њих и види јунаке. Појавио се у пуној ратној опреми, са сјајним оклопом и љубичастом перјаницом на свом шлему. Већ тренутак касније, нестао је у морским дубинама. Мопс је саветовао Аргонауте да Стенелу принесу жртве као хероју, па му је Орфеј посветио своју лиру, одакле потиче и назив те земље.